# Mario Macchiati
Mario Macchiati (Serrapetrona, 27 novembre 1999) è un ginnasta italiano. Ha fatto parte della prima squadra italiana a vincere l'oro nel concorso a squadre ai Campionati europei di Antalia 2023. Alle Olimpiadi di Parigi 2024 ha fatto parte della squadra italiana di ginnastica artistica maschile. Nella fase di qualificazione ha contribuito al raggiungimento del sesto posto, risultato che ha permesso all’Italia di accedere alla finale a squadre. A livello individuale, ha concluso la qualificazione al sedicesimo posto nel concorso all-around, assicurandosi così un posto nella finale tra i migliori 24 ginnasti.

## Biografia
È tesserato per la Ginnastica Fermo '85. A marzo 2024 entra a far parte del gruppo sportivo delle Fiamme Oro della Polizia di Stato.
Ai campionati europei di Adalia 2023 ha ottenuto l'oro nel concorso a squadre, con Marco Lodadio, Yumin Abbadini, Lorenzo Casali e Matteo Levantesi.
Ai campionati europei di Rimini 2024 ha ottenuto il bronzo nel concorso a squadre, con Marco Lodadio, Yumin Abbadini, Lorenzo Casali e Matteo Levantesi. Nello stesso anno, viene convocato alle Olimpiadi di Parigi 2024, insieme alla quale si qualifica per la finale a squadre; individualmente, riesce ad accedere alla finale a ventiquattro, ottenendo il diciannovesimo posto.

## Palmarès
- Europei

Adalia 2023: oro nel concorso a squadre
Rimini 2024: bronzo nel concorso a squadre

## Carriera agonistica
- 2022

- Campionati italiani assoluti a Napoli: Quarto posto nella competizione all-around. 
- Campione italiano assoluto alle parallele: Vittoria del titolo nazionale alle parallele. 
- Mondiali di Liverpool: Quarto posto nella competizione. 
- Coppa del Mondo di Stoccarda (DTB POKAL): Medaglia d’oro alle parallele.
- 2023

- Campionati europei a squadre ad Antalya: Medaglia d’oro con la squadra italiana. 
- Serie A con Virtus Pasqualetti di Macerata: Vittoria dello scudetto. 
- Coppa Campioni: Primo posto. 
- Campionati italiani assoluti: Campione assoluto. 
- Parallele agli assoluti: Vittoria del titolo nazionale. 
- Mondiali di Anversa: Partecipazione con conseguente qualificazione alle Olimpiadi di Parigi 2024.
- 2024

- Campionati europei a squadre a Rimini: Terzo posto con la squadra italiana. 
- Serie A con Virtus Pasqualetti di Macerata: Vittoria dello scudetto. 
- Campionati italiani assoluti: Secondo posto nell’all-around e alle parallele.

## Qualificazione olimpica
Grazie ai suoi eccellenti risultati ai Mondiali di Anversa 2023, Mario Macchiati si è qualificato per le Olimpiadi di Parigi 2024, dove rappresenterà l'Italia con l'obiettivo di ottenere nuove medaglie.